# Грицана Моранди
Грицана Моранди (итал. Grizzana Morandi) је насеље у Италији у округу Болоња, региону Емилија-Ромања.
Према процени из 2011. у насељу је живело 3694 становника. Насеље се налази на надморској висини од 554 м.

## Становништво
| 1951. | 1961. | 1971. | 1981. | 1991. | 2001. | 2011. |
| ----- | ----- | ----- | ----- | ----- | ----- | ----- |
| 4.999 | 3.387 | 2.459 | 2.619 | 2.832 | 3.694 | 3.982 |